# フリードリヒ1世 (ブラウンシュヴァイク＝ヴォルフェンビュッテル公)
フリードリヒ1世（Friedrich I., 1357年頃 - 1400年6月5日）は、ブラウンシュヴァイク＝リューネブルク公、ヴォルフェンビュッテル侯（在位：1373年 - 1400年）。1400年にドイツ対立王に選出されたといわれている。ヴォルフェンビュッテル侯マグヌス2世と妃カタリーナ・フォン・アンハルト＝ベルンブルクの間の長男で、リューネブルク侯ベルンハルト1世、ヴォルフェンビュッテル侯ハインリヒ1世の兄。

## 生涯

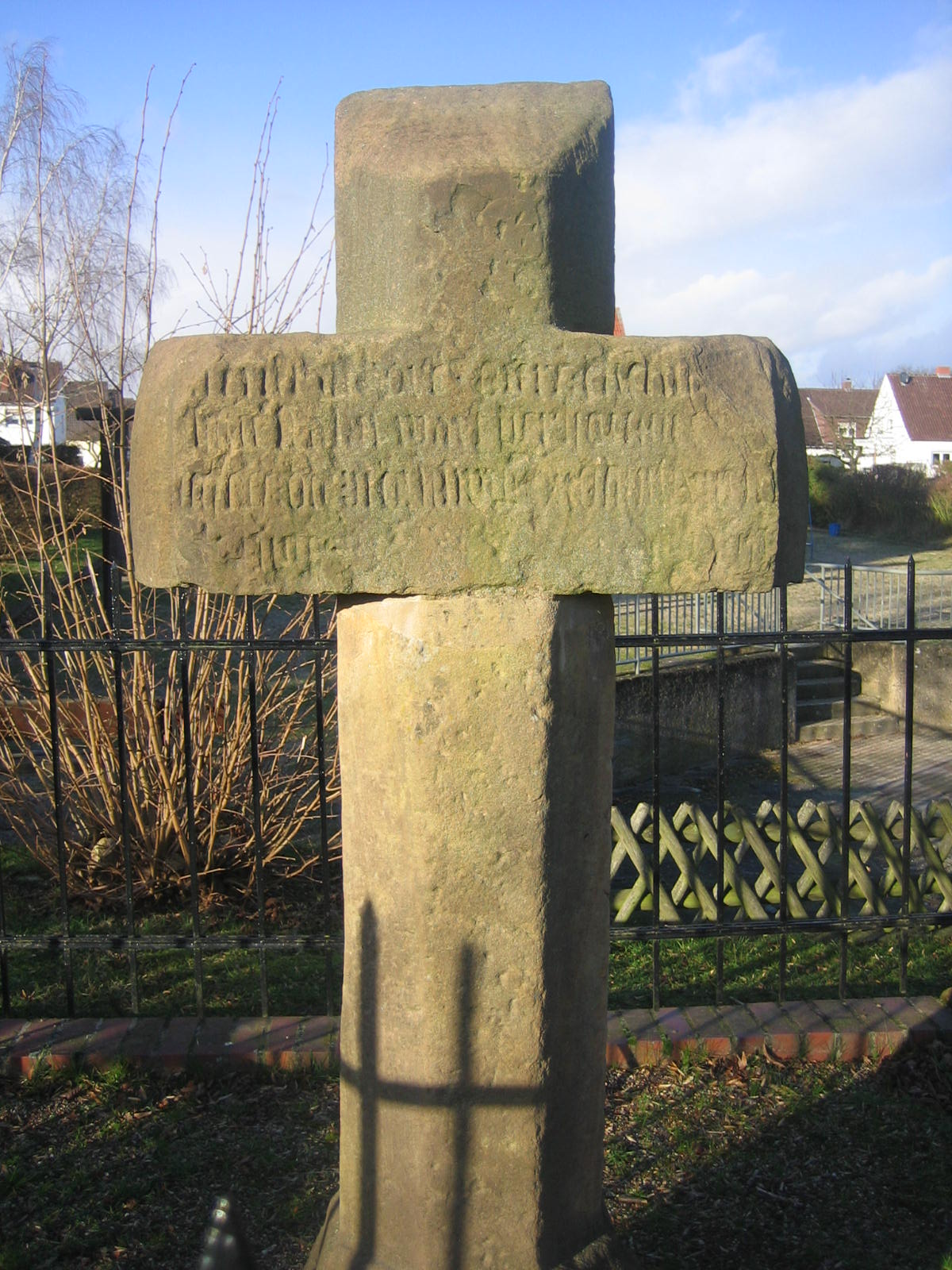
クライネングリスの石の十字架

1381年まで父の従兄弟ブラウンシュヴァイク＝ゲッティンゲン公オットーが後見人をつとめた。父と同様、フリードリヒ1世もリューネブルク継承戦争を継続させたが、1373年にフリードリヒ1世と弟らはアスカン家のザクセン＝ヴィッテンベルク公と条約を結び和睦した。この条約において、リューネブルク侯領は二家で交互に統治することとなった。しかし、この対立は続き、1388年、最終的にフリードリヒ1世が弟らと共にリューネブルクを征服して終わった。
1400年、フリードリヒ1世はフランクフルトの帝国会議に参加した。この会議の目的はローマ王ヴェンツェルの廃位を議論することであった。言い伝えによると、フリードリヒ1世は一部の貴族らにドイツ対立王に選出されたというが、この選出について総意が得られなかったため、フリードリヒ1世は議会から去ったとされる。文献による裏付けがないため、実際にフリードリヒ1世が対立王に選ばれたか否かは議論が分かれている。ただ、フリードリヒ1世が帰路の途中でヴァルデック伯ハインリヒ7世により、家臣のフリードリヒ・フォン・ヘルティングスハウゼン、コンラート・フォン・ファルケンベルクとともに殺害されたことは確かである。この暗殺が、ローマ王候補を除くために行われた可能性がある。あるいは、この対立王選挙の話自体が、暗殺の動機として後に生じた可能性もある。
この暗殺は当時の関心の的となった。フリッツラー近くのクライネングリスの現場には石の十字架が建てられ、フリードリヒ1世の遺体はブラウンシュヴァイク大聖堂に埋葬された。男子がおらず、ヴォルフェンビュッテルは弟ベルンハルト1世とハインリヒ1世が継承した。

## 子女
フリードリヒ1世は1386年にザクセン選帝侯ヴェンツェルの娘アンナと結婚し、2人の娘をもうけた。
- カタリーナ（1439年頃没） - シュヴァルツブルク＝ゾンダースハウゼン伯ハインリヒ24世と結婚
- アンナ（1390年 - 1432年） - チロル公フリードリヒ4世と結婚